# عبد المحسن القفاص
عبد المحسن القفاص (26 فبراير 1977 -)، ممثل ومخرج كويتي. خريج «المعهد العالي للفنون المسرحية» تمثيل واخراج وهو عضو في فرقة المسرح الكويتي.

## أعماله

### من المسلسلات
- من شارع الهرم إلى ...
- منيرة.
- الهدامة.
- أم البنات.
- تو النهار 1.
- أنين.
- كريمو.
- الملافع.
- أبو الملايين (ضيف شرف)
- بعدك طيب.
- ساهر الليل.
- لهفة الخاطر.
- بين الماضي والحب.
- وطن النهار.
- حلفت عمري.
- كسر الخواطر.
- امرأة تبحث عن المغفرة.
- أبو الملايين.
- تذكرة داوود. (ضيف شرف)
- بسمة منال.
- تورا بورا.
- الجدة لولوة.
- أمنا رويحة الجنة. (ضيف شرف)
- حال مناير.
- لك يوم.
- ذكريات لا تموت.
- اليوم الأسود
- محطة انتظار
- موضي قطعة من ذهب

### من المسرحيات
- انتظارات.
- مصاص الدماء 2
- نور الظلام.
- ليلى والذيب صمعا ومصارع الثيران
- معركة العقول الفارغة
- القراصنة
- ضاري يغزو الفضاء
- Abcd 123
- قصة حب

### من الأفلام
- 2010 سلام - مساعد مخرج.
- 2010 شاي الضحى (فيلم قصير)
- 2014 كان رفيجي
- 2015 حبيب الارض
- 2016 عتيج
- 2017 الجولة الاخيرة
- 2018 ودي اتكلم

## روابط خارجية
- عبد المحسن القفاص على موقع قاعدة بيانات الأفلام العربية